# Fernando Gómez Agudelo
Fernando Gómez Agudelo (Bogotá; 22 de abril de 1931-Ibidem; 16 de noviembre de 1993) fue un empresario y abogado colombiano. Se destacó como un influyente abogado colombiano. Es recordado como un pionero en el establecimiento y crecimiento de la industria televisiva colombiana y por ser el fundador de RTI Televisión. 

## Biografía

### Primeros años
Nacido el 22 de abril de 1931 en Bogotá en el seno de una familia aristocrática bogotana. 

### Formación
Realizó sus estudios primarios en el Gimnasio Moderno y continuó con su educación secundaria en el Liceo de Cervantes. Posteriormente, obtuvo su título de abogado en la prestigiosa Pontificia Universidad Javeriana de Bogotá.

### Vida personal
Estuvo casado con Teresa Morales con quien tuvo dos hijos como: Claudia y Gabriel.

## Trayectoria
A principios de 1950 Fernando Gómez Agudelo, trabajaba con un compañero en una estación de radio casera en la que transmitían y narraban sobre música, su programa se llamaba Discoteca. 
Más tarde en 1953, antes de terminar su educación universitaria, fue designado como director de la Radio Nacional de Colombia por el jefe de información y prensa de estado Jorge Luis Arango, quien dirigía el departamento de extensión cultural del Ministerio de Educación durante la administración del general Gustavo Rojas Pinilla. En ese contexto, Fernando Gómez Agudelo desempeñó un papel destacado en la iniciativa de implementar la televisión en el país, su propósito era popularizar la televisión orientada a diferentes agentes culturales. Esta propuesta, fue presentada poco después de su nombramiento, lo que condujo a la primera transmisión televisiva el 13 de junio de 1954, desde Bogotá hacia Manizales y esa misma fecha llega a ser el primer director de HJRN-TV (hoy Canal 1).
Este hito temprano en su carrera marcó el inicio de una trayectoria notable en el ámbito de los medios de comunicación, donde su liderazgo y visión influyeron en el desarrollo y la evolución del panorama radiofónico del país. Fernando Gómez Agudelo desempeñó un papel destacado en las decisiones cruciales relacionadas con la televisión. Su influencia se extendió también a la introducción de nuevos géneros televisivos, desafiando las convenciones establecidas en la programación y alterando las dinámicas de producción y consumo. Así mismo, Fernando Gómez Agudelo estaba de acuerdo con las censuras que ejercía el gobierno en la televisión, como las censuras de canciones con letras vulgares, chistes verdes o de doble sentido, ya que su compromiso con el medio era educativo.  Además, contribuyó a la adaptación de obras literarias al medio televisivo, explorando la transición de lenguajes narrativos. Fernando Gómez Agudelo logró encontrar y adquirir los equipos de transmisión apropiados para adaptarse a la geografía colombiana. Estos equipos fueron comprados a la empresa alemana Siemens a través de su hermano, que estudiaba Física en el Instituto de Tecnología de Massachusetts. Además, encabezó la instalación de los mismos, supervisó la preparación inicial de los estudios de grabación y viajó personalmente a Cuba para contratar a un equipo de técnicos con experiencia en producción y realización televisiva. En un lapso de menos de siete meses, logró que los colombianos pudieran tener acceso a la televisión. 
En 1963, junto con Fernando Restrepo Suarez, se llega a crear la empresa de FGA Televisión en el que luego más tarde llamaría RTI Televisión, quien seria la segunda empresa programadora de televisión en Colombia. Esta iniciativa recibió el respaldo y la orientación de Goar Mestre, un destacado magnate de las telecomunicaciones latinoamericanas que, tras el triunfo de la revolución, había sido obligado a exiliarse de Cuba. 
En la década de 1960, RTI Televisión se aventuró en la producción de programas informativos, como el Noticiero Suramericana, y transmitió eventos destacados como las elecciones presidenciales de Colombia en 1966 y la llegada del hombre a la Luna en 1969. Durante ese período, RTI Televisión introdujo la era del vídeo en la televisión colombiana, lo que le permitió emitir programas como Plaza Sésamo y El buen salvaje, una telenovela de Eduardo Caballero Calderón. A partir de ese momento, Fernando Gómez Agudelo emergió como una figura de gran influencia en la televisión colombiana. Este modelo de servicio televisivo operó durante más de cuarenta años, combinando la gestión estatal con la influencia del capital privado, hasta su fallecimiento.
El impacto de Fernando Gómez Agudelo en la historia de los medios de comunicación colombianos es ampliamente reconocido como un ejemplo de dedicación y compromiso con la difusión cultural y educativa a través de la radio y la televisión. Desde sus inicios en una estación de radio casera hasta su papel clave en la introducción y desarrollo de la televisión en Colombia, Fernando Gómez Agudelo dejó una huella imborrable en el ámbito mediático nacional. Su ingenio no solo contribuyó a popularizar la televisión, sino que también fomentó la diversidad cultural y la innovación en la programación televisiva.

## Fallecimiento
Fernando Gómez Agudelo falleció en la ciudad de Bogotá el 16 de noviembre de 1993.